# 2024년 하계 올림픽 아르헨티나 선수단
2024년 하계 올림픽 아르헨티나 선수단은 2024년 7월 26일부터 8월 11일까지 프랑스 파리에서 열린 2024년 하계 올림픽에 참가한 올림픽 아르헨티나 선수단이다.
아르헨티나 선수단은 1900년 올림픽에 처음 출전한 이후 1904, 1912, 미국 주도의 보이콧에 동참한 1980년 올림픽을 제외하고는 모든 하계 올림픽에 출전했다. 

## 출전 선수
| 종목         | 남자 | 여자 | 전체 |
| ------------ | ---- | ---- | ---- |
| 골프         | 2    | 0    | 2    |
| 근대5종      | 1    | 0    | 1    |
| 럭비         | 12   | 0    | 12   |
| 배구         | 12   | 0    | 12   |
| 사격         | 2    | 1    | 3    |
| 사이클       | 3    | 0    | 3    |
| 스케이트보드 | 2    | 0    | 2    |
| 수영         | 1    | 2    | 3    |
| 승마         | 1    | 0    | 1    |
| 양궁         | 1    | 0    | 1    |
| 요트         | 3    | 4    | 7    |
| 유도         | 0    | 1    | 1    |
| 육상         | 3    | 3    | 6    |
| 조정         | 2    | 2    | 4    |
| 축구         | 18   | 0    | 18   |
| 카누         | 1    | 1    | 2    |
| 탁구         | 1    | 0    | 1    |
| 태권도       | 1    | 0    | 1    |
| 테니스       | 6    | 2    | 8    |
| 트라이애슬론 | 0    | 1    | 1    |
| 펜싱         | 1    | 0    | 1    |
| 하키         | 16   | 16   | 32   |
| 핸드볼       | 14   | 0    | 14   |
| 전체         | 103  | 33   | 136  |

## 메달 집계
| 종목 | 1 | 2 | 3 | 합계 |
| 종목 | ' | ' | ' | '    |
| 종목 | ' | ' | ' | '    |
| 종목 | ' | ' | ' | '    |
| 합계 | ' | ' | ' | '    |

## 종목별 성적

### 테니스
남자
- 세바스티안 바에스
- 프란시스코 세룬돌로
- 토마스 마르틴 에트체베리

## 같이 보기
- 2024년 하계 올림픽